# Abolition du système han
L'abolition du système han et l'établissement du système de préfecture (廃藩置県, haihan-chiken) est une loi de 1871 du gouvernement de Meiji de l'empire du Japon pour remplacer le système des domaines féodaux traditionnels (han) et imposer l'autorité d'un gouvernement central (préfectures du Japon). Ce processus est considéré comme le point culminant de la restauration de Meiji en ce que tous les daimyos (gouverneurs provinciaux quasi indépendants) durent retourner leur autorité à l'empereur. La transition fut accomplie en plusieurs étapes.

## Guerre de Boshin
Après la défaite des forces loyales au shogunat Tokugawa durant la guerre du Boshin en 1868, le nouveau gouvernement de Meiji confisqua toutes les terres du shogunat (tenryō) et toutes celles des daimyos qui avaient soutenu les Tokugawa. Ces fiefs représentaient approximativement un quart de la superficie du Japon et furent réorganisés en préfecture avec à leur tête des gouverneurs nommés directement par le pouvoir central.

## Retour des domaines
La deuxième phase de l'abolition des han survient en 1869. Takayoshi Kido du domaine de Chōshū, avec le soutien des nobles de cour, Tomomi Iwakura et Sanetomi Sanjō, persuada le daimyo de son domaine et celui du domaine de Satsuma, deux fiefs qui avaient grandement contribué à la chute des Tokugawa, de remettre volontairement leurs domaines à l'empereur. Entre le 25 juillet et le 2 août 1869, de peur que leur loyauté soit remise en question, 260 autres daimyos firent de même. Seuls 14 domaines n'ont d'abord pas voulu se conformer volontairement à ce retour des domaines (hanseki hōkan), mais la cour leur a ensuite ordonné de le faire en les menaçant d'une expédition militaire s'ils refusaient encore.
En contrepartie de la cession de leur autorité héréditaire au gouvernement central, les daimyos furent réaffectés aux postes de gouverneurs non héréditaires de leurs anciens domaines (qui furent renommés « préfectures »), et furent autorisés à garder 10 % des recettes des taxes, basées sur la production réelle de riz (ce qui était plus important que la production nominale de riz sur laquelle se fondait le shogunat déchu).
En tant que gouverneurs, les anciens daimyos pouvaient nommer des subordonnés, mais seulement si ceux-ci avaient les niveaux de qualifications établis par le gouvernement central. De plus, les pensions héréditaires versées à leurs samouraïs étaient maintenant à la charge de la préfecture, et non plus du gouverneur, un geste destiné à affaiblir davantage les liens féodaux traditionnels.
Le terme de « daimyo » fut supprimé en juillet 1869, en même temps qu'un nouveau système de noblesse fut mis en place : le kazoku.

## Consolidation
Bien que les anciens daimyos fussent devenus des employés du gouvernement, ils conservaient encore une certaine indépendance militaire et financière, et appréciaient l'obéissance traditionnelle de leurs anciens sujets. Okubo Toshimichi et d'autres membres de la nouvelle oligarchie de Meiji considéraient cela comme une menace importante pour le gouvernement central, surtout avec les nombreuses révoltes d'ex-samouraïs qui se produisaient dans tout le pays. En août 1871, Okubo, assisté de Takamori Saigo, Takayoshi Kido, Tomomi Iwakura et Aritomo Yamagata, força le vote d'un édit impérial qui réorganisait les 260 domaines féodaux qui existaient encore officieusement en trois préfecture urbaines (fu) et 302 préfectures (ken). Leur nombre furent ensuite réduit à 72 préfectures, puis à 47 en 1888.
Le gouvernement central appliqua cette réorganisation en promettant aux anciens daimyos de généreuses pensions, d'annuler les dettes des domaines, et en promettant de convertir la monnaie des domaines (hansatsu) dans la nouvelle monnaie nationale à la valeur nominale. Le trésor central se révéla incapable de soutenir une telle générosité, alors en 1874, les pensions des ex-daimyos furent transformées en emprunt d'État avec un équivalent en valeur nominale de cinq ans de pension, et un paiement de 5 % d'intérêt par an.
Nobuaki Makino, un étudiant qui fit partie de la mission Iwakura, nota dans ses mémoires : « Avec l'abolition du système han, l'envoi de la mission Iwakura en Amérique et en Europe doit être considéré comme l'événement le plus important dans la construction de la fondation de notre État après la Restauration. »